# Райнер Гаслер
Райнер Гаслер (нім. Rainer Hasler, нар. 2 липня 1958, Вадуц, Ліхтенштейн — пом. 29 жовтня 2014) — ліхтенштейнський футболіст, захисник.
Насамперед відомий виступами за клуби «Ксамакс» та «Серветт». Чемпіон Швейцарії.
Лауреат Ювілейної нагороди УЄФА як найвидатніший ліхтенштейнський футболіст 50-річчя (1954–2003).

## Ігрова кар'єра
У дорослому футболі дебютував виступами за команду клубу «Вадуц», в якій провів тридцять сезонів.
Своєю грою за цю команду привернув увагу представників тренерського штабу клубу «Ксамакс», до складу якого приєднався 1979 року. Відіграв за команду з Невшателя наступні чотири сезони своєї ігрової кар'єри.
1983 року перейшов до клубу «Серветт», за який відіграв 6 сезонів. За цей час виборов титул чемпіона Швейцарії. Завершив професійну кар'єру футболіста виступами за команду «Серветт» у 1989 році.

## Титули і досягнення
- Найвидатніший ліхтенштейнський футболіст 50-річчя (1954–2003)
- Чемпіон Швейцарії:

«Серветт»: 1984-85